# Holorusia nigricauda
Holorusia nigricauda är en tvåvingeart som först beskrevs av Edwards 1925.  Holorusia nigricauda ingår i släktet Holorusia och familjen storharkrankar. Inga underarter finns listade i Catalogue of Life.